# Helen Kalandadze
Helen Kalandadze (în georgiană ელენე კალანდაძე; n.  ?, Tbilisi, Georgia) este o cântăreață și prezentatoare de televiziune din Georgia.

## Biografie
Helen Kalandadze s-a născut la Tbilisi. A urmat școala secundară Woluwe-Saint-Pierre din Bruxelles, înainte de a se întoarce în Georgia pentru a participa la Universitatea de Stat Ilia. A devenit cunoscută publicului larg ca participantă la ediția din 2009 a Star Academy din Georgia. În 2013, Elene Kalandadze a câștigat un premiu de interpretare pentru cea mai bună imitație artistică la televiziunea publică de radio din Georgia. În 2017, ea a prezentat și organizat Concursul Eurovision Junior Song la Tbilisi.